# Francisca van Bourbon-Parma

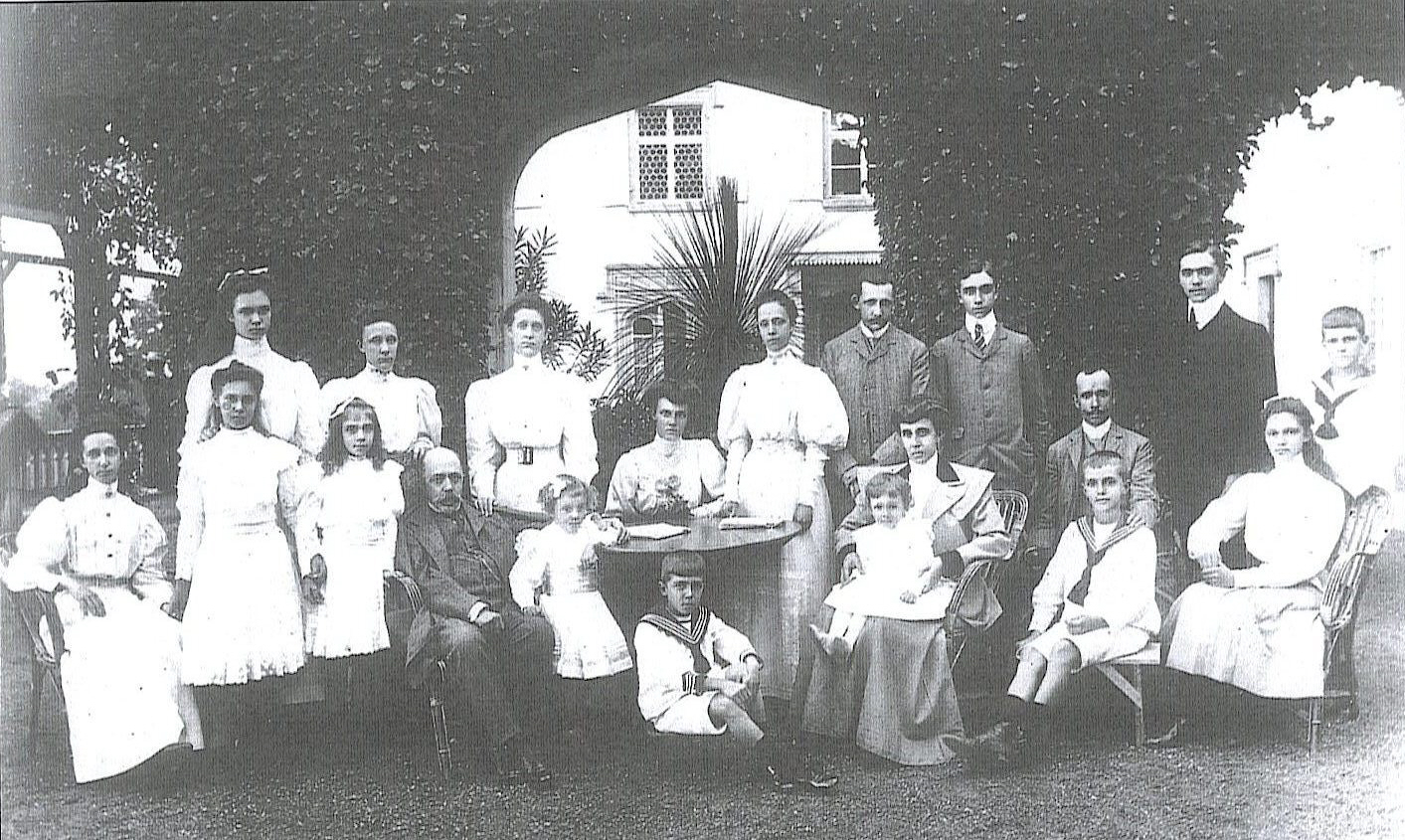
Francisca van Bourbon-Parma, staande op de achterste rij helemaal links

Francisca Jozefa Maria Theresia Elizabeth Sophie Anna van Bourbon-Parma (Schwarzau am Steinfeld, 22 april 1890 - Solesmes, 7 oktober 1978) was een prinses uit het Huis Bourbon-Parma en een benedictijner kloosterzuster.
Zij was het vierde kind en de tweede dochter uit het tweede huwelijk van haar vader, Robert I van Parma (de laatste soevereine hertog van Parma en Piacenza), en Maria Antonia van Bragança, de jongste dochter van de, na een burgeroorlog verdreven, koning Michaël I van Portugal. Haar vader had in zijn eerste huwelijk met prinses Maria Pia der beide Siciliën twaalf kinderen gekregen, van wie het merendeel jong was overleden of aan zwakzinnigheid leed. Dit werd mede verklaard door de nauwe bloedverwantschap tussen beide echtelieden. Zij was een oudere zuster van de laatste keizerin-gemalin van Oostenrijk-Hongarije, Zita, en een tante van Carlos Hugo, de echtgenoot van de Nederlandse prinses Irene van Lippe-Biesterfeld. De Bulgaarse tsarina Maria Louisa was een oudere halfzuster van haar. Haar jongere broer Felix van Bourbon-Parma trouwde met de Luxemburgse groothertogin Charlotte van Luxemburg en werd de grootvader van de huidige groothertog Hendrik. 
Zelf trad Francisca in bij de Benedictinessen van Solesmes. Hier nam zij de naam Scolastica (naar de zuster van Benedictus) aan. In de abdij had zij gezelschap van haar oudere zuster Maria Adelheid en van haar jongere zuster Maria-Antonia.